# Каньйон Білого Дрина
Каньйон Білого Дрина або ущелина Білого Дрина (алб. Gryka e Drinit të Bardhë серб. Кањон Белог Дрима) — невеликий каньйон, розташований на південному заході частково визнаної Республіки Косово. У каньйоні протікає річка Білий Дрин. Каньйон є відносно коротким, всього близько 900 м і має глибину 45 м. Біля входу в каньйон знаходиться старий Шваньський міст часів Османської імперії, що приваблює пірнальників з усіх куточків Балкан. Каньйон річки Білий Дрин, зважаючи на його гідрологічне та геоморфологічне значення, 1986 року був узятий під державну охорону як пам'ятка природи.

## Географія
Каньйон Білого Дрина розташований поруч з Шваньським мостом біля села Зрзе (муніципальне утворення Ораховац) біля дороги Джяковіца — Призрен. Каньйон був сформований в неогеновий період. Його формування було обумовлено багатьма тектонічними процесами. Ущелина має характерні для каньйонів особливості і містить багато карбонатних утворень.

## Туризм
Протягом тривалих геоморфологічних процесів Білий Дрин сформував каньйон між двома вапняковими скелями, який нині є дуже привабливим для дослідників і туристів. Розташований поруч з головною дорогою, яка з'єднує Джяковіца і Призрен, каньйон Білого Дрина відвідує велика кількість іноземних туристів, а також місцевих жителів. Одноарковий Шваньській міст над каньйоном є ще однією важливою туристичною визначною пам'яткою цієї місцевості. Змагання стрибунів з мосту проводиться щорічно, в ньому беруть участь багато спортсменів регіону. Міст і каньйон знаходяться під охороною держави з 1986 року. Площа заповідної зони становить 199 га, вона знаходиться на території муніципалітетів Ораховац (124,96 га) і Джяковіца (73,86 га). У верхнього кінця каньйону знаходиться ресторан, в якому подають виловлену в Білому Дрині рибу.

## Галерея

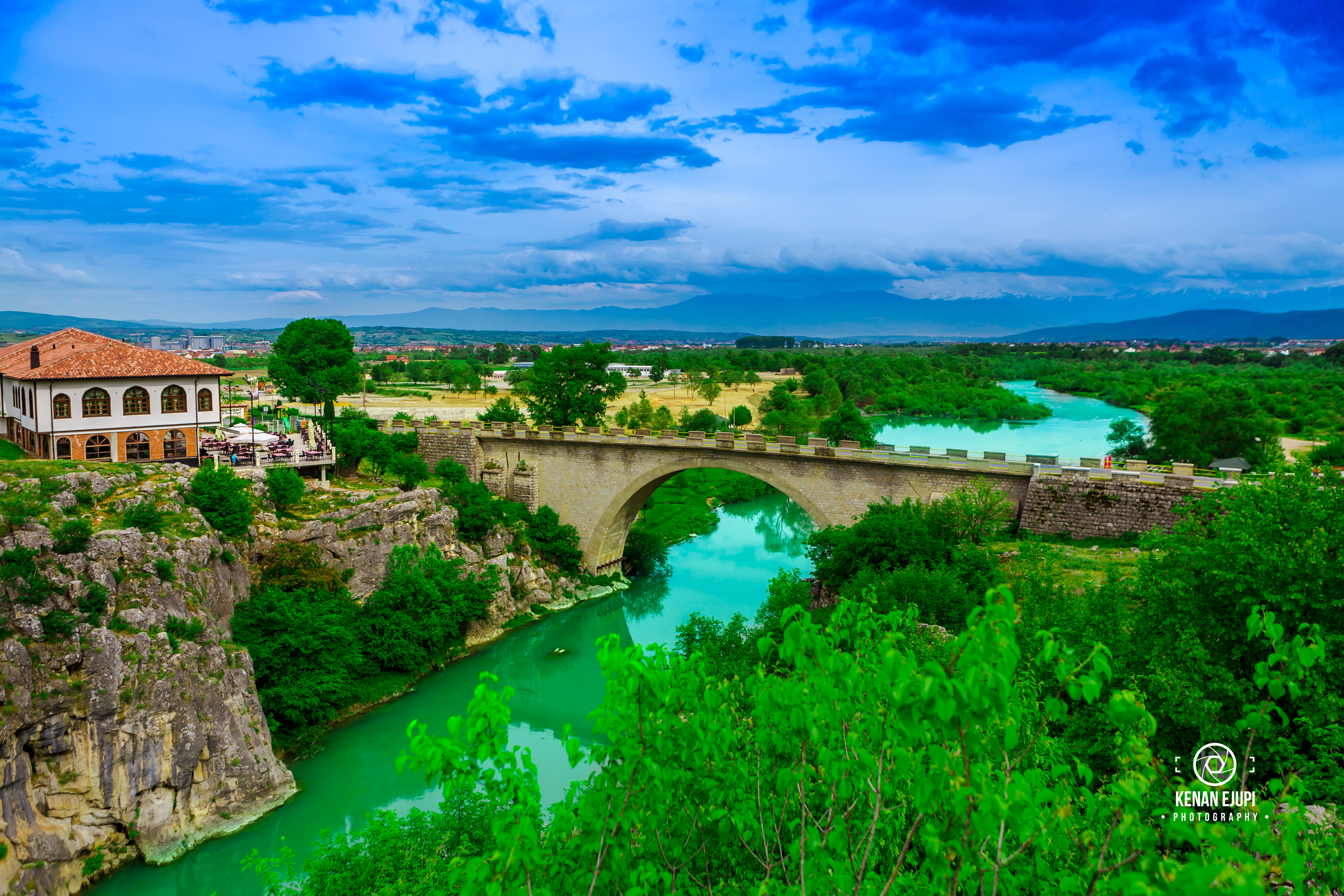
Каньйон Білого Дрина до Блаженного мосту, Гякова Раховець
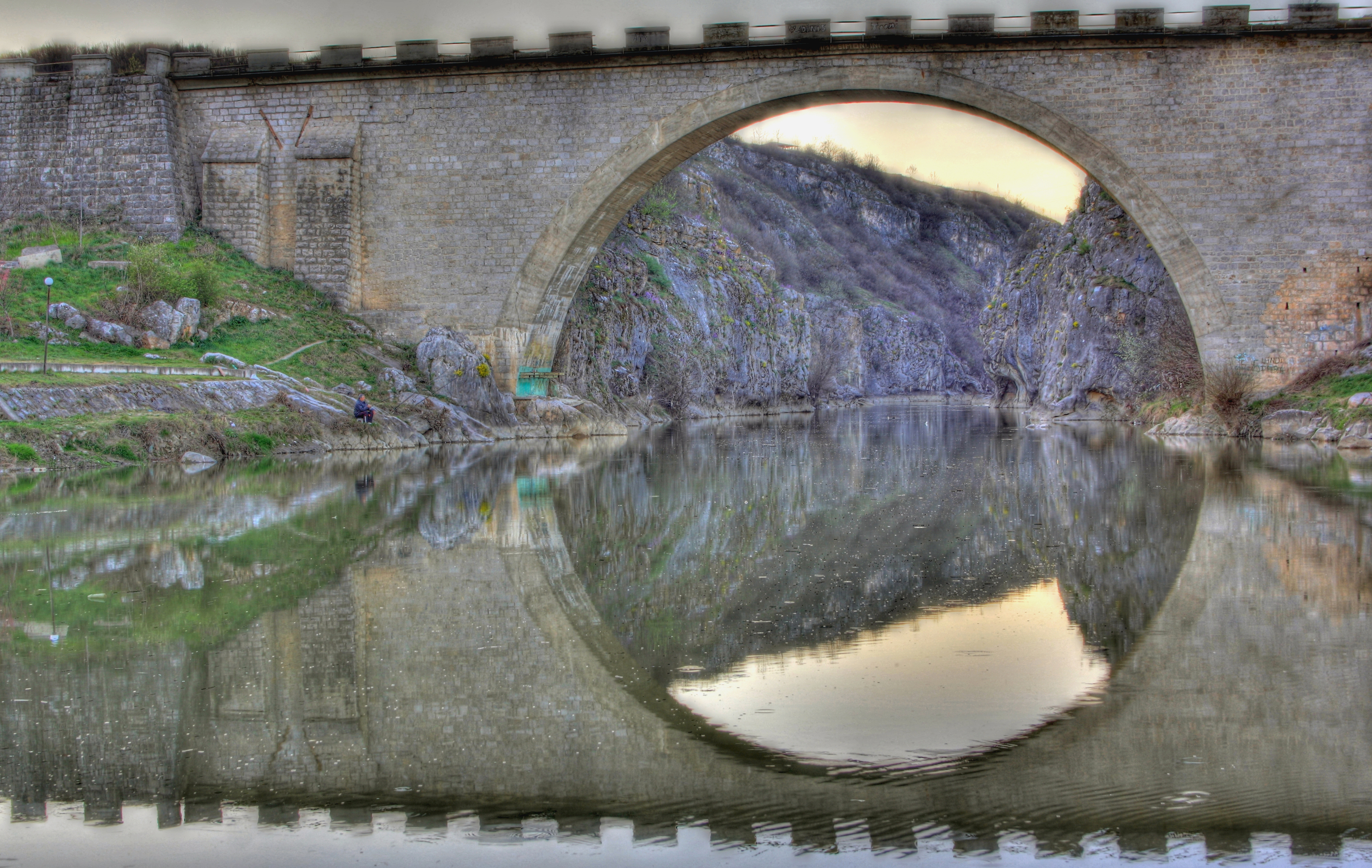
Міст через Білий Дрин
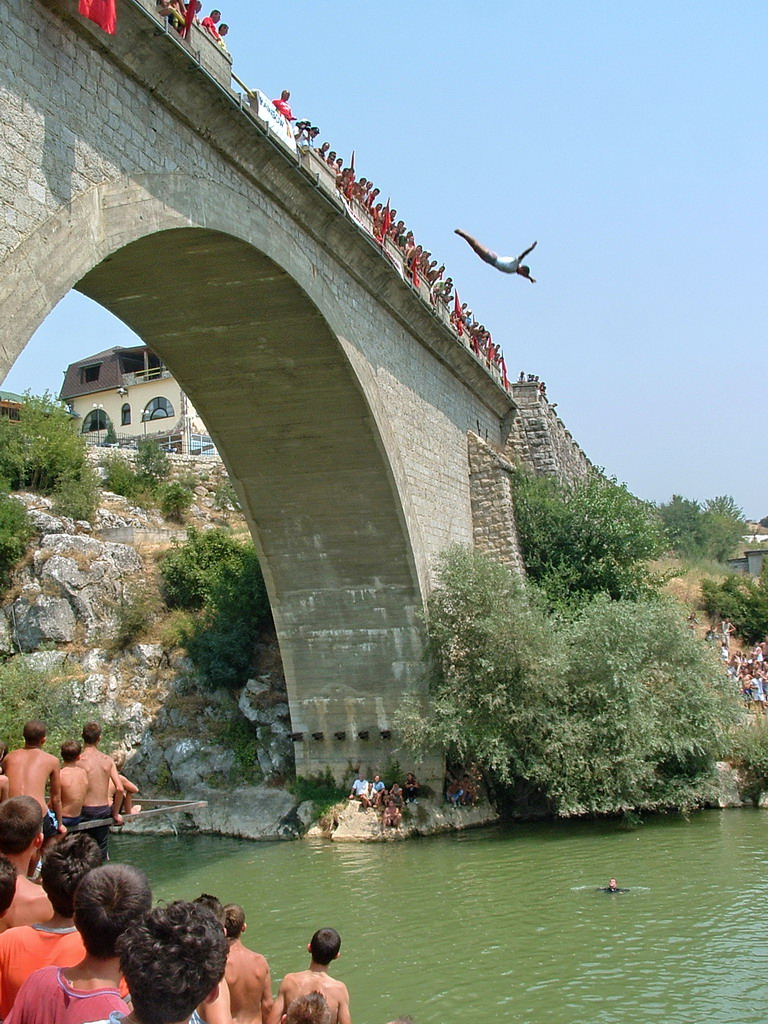
Змагання на Шванському мосту
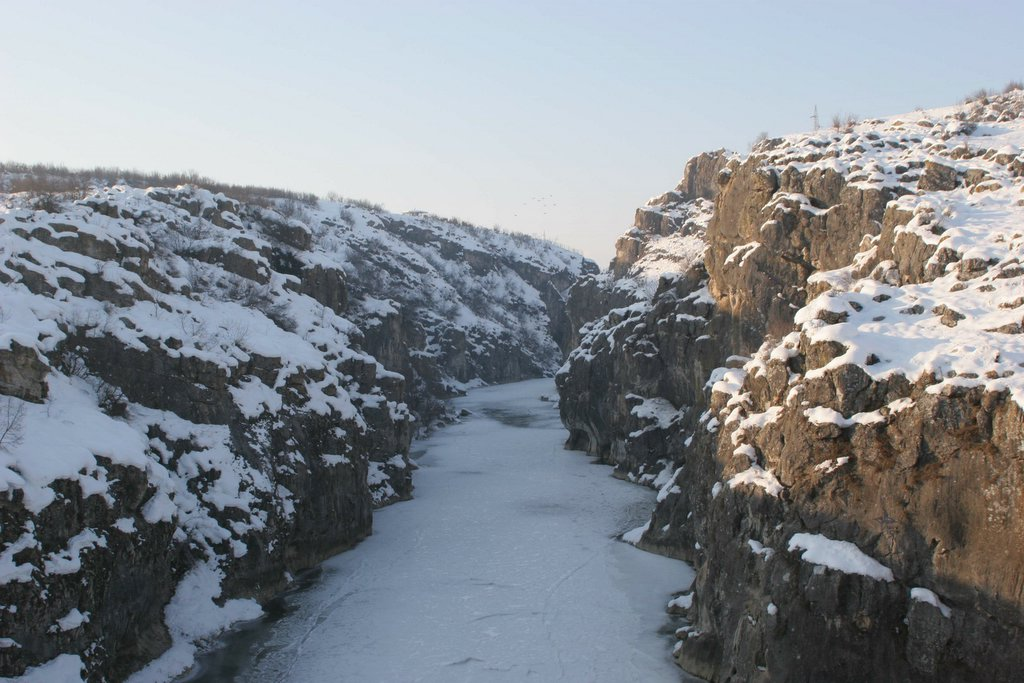
Білий Дрин у січні